# إيمرسون بالميري
إيمرسون بالميري دوس سانتوس (بالبرتغالية: Emerson Palmieri dos Santos‏) (13 مارس 1994 سانتوس، ساو باولو البرازيل - ) هو لاعب كرة قدم إيطالي وُلد في البرازيل، يلعب مع نادي وست هام يونايتد في الدوري الإنجليزي الممتاز و‌منتخب إيطاليا لكرة القدم في مركز الظهير الأيسر.

## وصلات خارجية
إيمرسون بالميري على موقع الاتحاد الدولي (مؤرشف)  (الإنجليزية)
- إيمرسون بالميري على موقع الاتحاد الأوربي (الإنجليزية)
- إيمرسون بالميري على موقع إي إس بي إن إف سي (الإنجليزية)
- إيمرسون بالميري على موقع قاعدة بيانات كرة القدم.إي يو (الإنجليزية)
- إيمرسون بالميري على موقع ليكيب (الفرنسية)
- إيمرسون بالميري على موقع ناشيونال فوتبول تيمز (الإنجليزية)
- إيمرسون بالميري على موقع Soccerbase.com (لاعب) (الإنجليزية)
- إيمرسون بالميري على موقع Soccerway.com (الإنجليزية)
- إيمرسون بالميري على موقع عالم كرة القدم.نت (الإنجليزية)
- إيمرسون بالميري على موقع AS.com (الإسبانية)